# Fontenilles
Fontenilles – miejscowość i gmina we Francji, w regionie Oksytania, w departamencie Górna Garonna.
Według danych na rok 1990 gminę zamieszkiwały 2262 osoby, a gęstość zaludnienia wynosiła 112 osób/km² (wśród 3020 gmin regionu Midi-Pireneje Fontenilles plasuje się na 153. miejscu pod względem liczby ludności, natomiast pod względem powierzchni na miejscu 551.).